# Odeigne
Odeigne (Waals: Ôdegne) is een plaats en deelgemeente van de Belgische gemeente Manhay. Odeigne ligt in de provincie Luxemburg en was tot 1 januari 1977 een zelfstandige gemeente.

## Demografische ontwikkeling
- Bronnen:NIS, Opm:1831 tot en met 1970=volkstellingen, 1976= inwoneraantal op 31 december

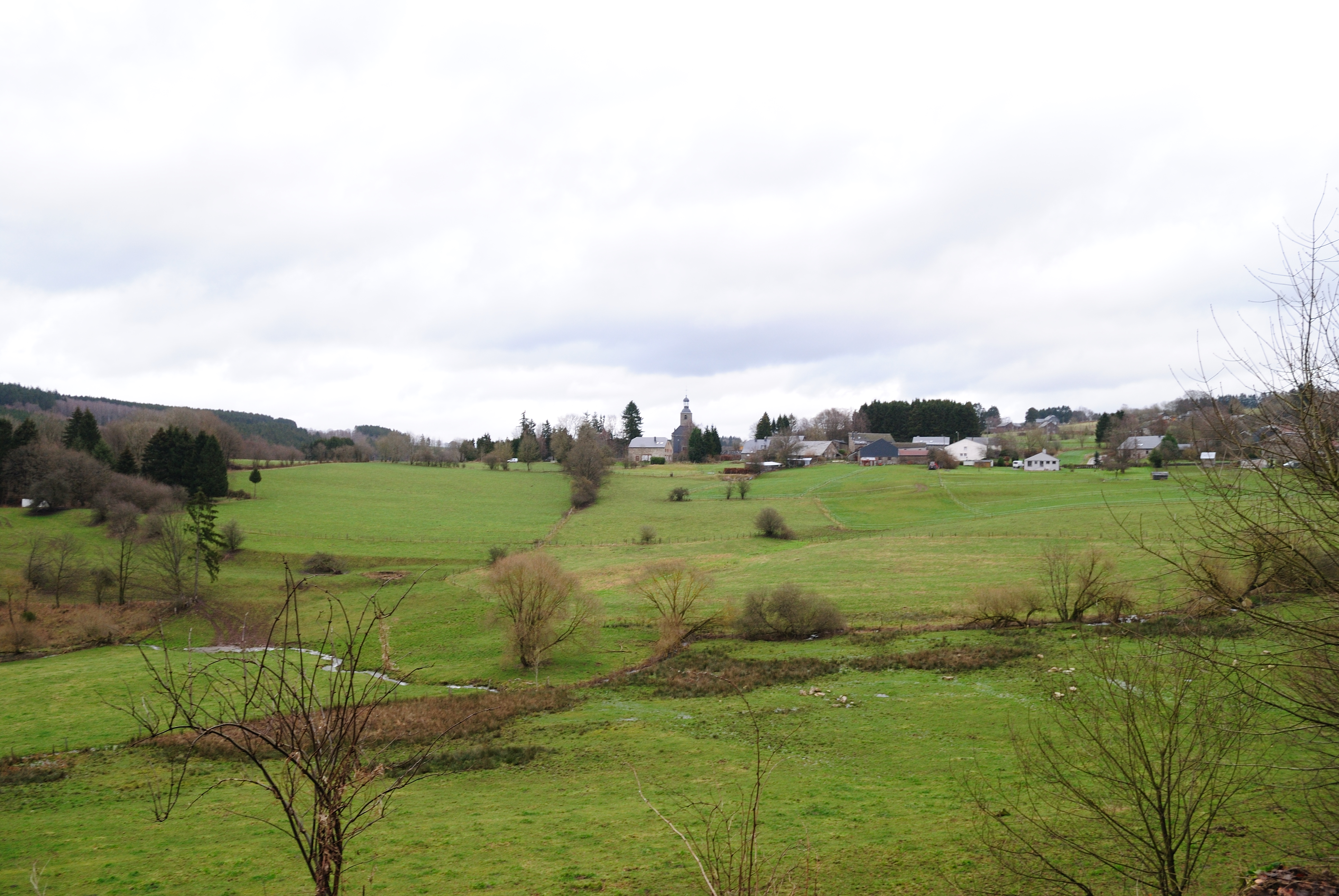
Zicht op Odeigne

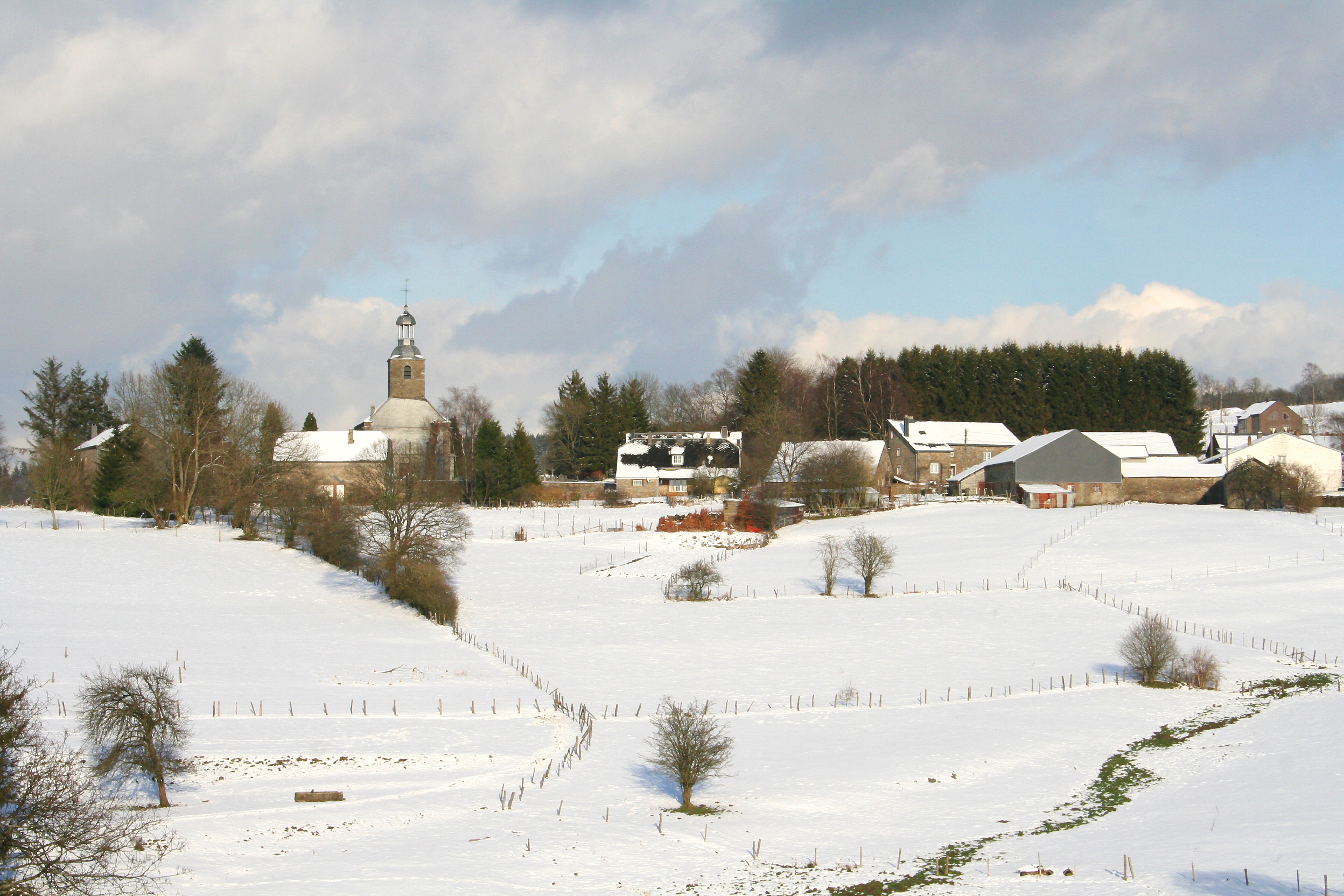
Odeigne in de winter

Deelgemeenten: Dochamps · Grandmenil · Harre · Malempré · Odeigne · Vaux-Chavanne

Overige plaatsen: Roche-à-Frêne · Fays · Freyneux · Lamorménil

Belgische gemeenten · Arrondissement Marche-en-Famenne · Luxemburg · Wallonië